# Lazzaro Mocenigo (S 514)
Il Lazzaro Mocenigo (S 514) era un sottomarino italiano costruito negli anni sessanta e messo in disarmo negli anni novanta.

## Storia
A seguito delle clausole armistiziali, all'Italia fu impedito di possedere sommergibili/sottomarini nel secondo dopoguerra. Decadute le clausole la Marina Militare Italiana torno a studiare un progetto di sommergibile, che sfociò nella classe Toti, impostata a Monfalcone nel 1965 presso la Italcantieri.  Doveva essere una classe di un battelli con caratteristiche antisottomarino (da cui la sigla NATO SSK- Submarine Submarine Killer), inseriti appieno nel clima di guerra fredda a cui parteciparono per tutta la loro vita operativa. Della classe facevano il Toti, il Bagnolini, il Dandolo e il Mocenigo.
Il sottomarino Lazzaro Mocenigo matricola (SSK 514), terzo a portare questo nome e ultimo sommergibile della classe Toti, fu costruito dall'Italcantieri di Monfalcone. Impostato il 12 giugno 1967, varato il 20 aprile 1968, consegnato alla Marina Militare il 28 giugno 1968 posto in disarmo il 15 ottobre 1993.

## Nome
Questo è il terzo sommergibile intitolato all'ammiraglio Lazzaro Mocenigo (1624–1657), eroe della Repubblica di Venezia nella guerra contro i Turchi che infiammò il Mediterraneo nel XVII secolo.
La prima unità fu un sommergibile della classe Pietro Micca impostato nel 1916 presso il Regio Arsenale della Spezia e consegnato nel 1919 alla Regia Marina. È stato un sommergibile tipo Laurenti di 1244 t in immersione armato di 2 cannoni e 6 tubi lanciasiluri, sarà radiato nel 1937 dopo una intensa attività addestrativa.
Il secondo battello a portare questo nome apparteneva alla classe Marcello, impostato al cantiere C.R.D.A. di Monfalcone nel 1937, varato lo stesso anno e consegnato nel 1938. Fu in generale una ottima classe di sommergibili da 1300 t in immersione, che ottenne lusinghieri successi in Atlantico durante il secondo conflitto mondiale. Il Mocenigo (2º), in particolare, attraverserà indenne Gibilterra nel novembre 1940 diretto a Betasom, dalla quale effettuerà altre 4 missioni affondando diversi mercantili. Rientrato in Mediterraneo nell'agosto 1941 parteciperà a diverse missione offensive e di trasporto materiali. Sarà affondato da un attacco aereo nel porto di Cagliari il 13 maggio 1943.

## Curiosità
In effetti, pur riferendosi allo stesso eroe, il sommergibile della seconda guerra mondiale porta un nome diverso dal primo e dall'ultimo. Il Mocenigo della 2ª Guerra Mondiale portava, quale nome completo, il semplice cognome della famiglia veneziana, a differenza degli altri che portavano il nome completo di Lazzaro Mocenigo.
Sulla parte anteriore della vela del Mocenigo campeggiava un ferro di cavallo dipinto di rosso, simbolo di fortuna per il battello.
La Città di Augusta (SR) storica sede del sommergibile Mocenigo gli ha intitolato una via della Città in prossimità della sede del Comando Militare autonomo in Sicilia (Marisicilia).

## Operatività
Nel corso della sua attività il Mocenigo ha accumulato 22.000 ore di moto percorrendo 119.000 miglia. L'equipaggio, composto da 26 fino ad un massimo di 30 persone, si divideva in due o tre squadre di guardia a seconda della durata della "missione" e della categoria (specializzazione) di appartenenza. In taluni casi prestavano servizio secondo lo schema 4+4, cioè 4 ore di guardia, 4 ore di riposo in una branda “calda” (alternata con un collega) in altri casi i turni rispettavano lo schema 4+8 (sempre con branda calda quindi, con due brande si dormiva in tre).
Il caratteristico bulbo a prora (detto "naso") conteneva l'impianto ecogoniometrico che costituiva il "sistema attivo" (meglio conosciuto col nome di sonar), mentre l'impianto idrofonico che costituiva il "sistema passivo") era contenuto nella porzione di perimetro anteriore basso, subito sotto i tubi lanciasiluri del "battello" e tutto ciò, con la netta prevalenza nell'uso del sistema passivo, creava l'impianto necessario ad individuare i bersagli. La classe Toti è stata essenzialmente impiegata per addestramento e nelle esercitazioni per simulare attacchi a sommergibili sovietici o a task force del Patto di Varsavia, riscuotendo sempre lusinghieri risultati grazie alla sua silenziosità e manovrabilità.
Il sommergibile Mocenigo è stato ormeggiato ad Augusta. Venduto per demolizione il 19.10.2023.
Riciclato ad Aliaga, Turchia, nel 2024.